# Pacholatkoa
Pacholatkoa is een kevergeslacht uit de familie van de boktorren (Cerambycidae). De wetenschappelijke naam van het geslacht werd voor het eerst geldig gepubliceerd in 1993 door Holzschuh.

## Soorten
Pacholatkoa is monotypisch en omvat slechts de volgende soort:
- Pacholatkoa dichroa Holzschuh, 1993